# Trigonella falcata
Trigonella falcata é uma espécie vegetal da família Fabaceae.
Apenas pode ser encontrada no Iémen.
Os seus habitats naturais são: florestas secas tropicais ou subtropicais e áreas rochosas.